# Franklinton (Luizjana)
Franklinton – miasto w Stanach Zjednoczonych, w stanie Luizjana, siedziba administracyjna parafii Washington.